# Jinzō Matsumura
Jinzō Matsumura (松村 任三 Matsumura Jinzō, 14 tháng 5, 1856 – 4 tháng 5, 1928) là một nhà phân loại học thực vật người Nhật. 

## Tiểu sử
Matsumura sinh ra ở tỉnh Ibaraki, trong một gia đình võ sĩ đạo. Ông rất quan tâm đến thực vật học khi còn trẻ. Năm 1883, ông được bổ nhiệm làm giáo sư trợ lý (assistant professor) ngành thực vật học tại Đại học Tōkyō dưới thời Ryōkichi Yatabe. Sau đó, Matsumura du học tại Würzburg và Đại học Heidelberg từ năm 1886 đến 1888. Năm 1890, ông trở thành giáo sư tại Đại học Tokyo và năm 1897 là giám đốc của Vườn bách thảo Koishikawa. Ông cũng từng là trưởng khoa thực vật. Năm 1922, Matsumura nghỉ dạy và bắt đầu xuất bản thơ Waka.

## Thành tựu
Chi Matsumurella được đặt tên theo Matsumura.

## Tác phẩm tiêu biểu
Matsumura đã hỗ trợ trong việc chuẩn bị công trình Unabridged Japanese-English Dictionary (tạm dịchː Từ điển tiếng Nhật-Anh hoàn chỉnh) của Brinkley (1896) và ông đã xuất bản nhiều tác phẩm quan trọng về hệ thực vật của Nhật Bản, bao gồm:
- Nomenclature of Japanese Plants in Latin, Japanese, and Chinese (1884)
- Names of Plants and their Products in English, Japanese, and Chinese (1892)
- Conspectus of Leguminosœ (1902)
- Index plantarum Japonicarum: Cryptogamœ (1904)
- Phanerogamœ (1905)
- Viết chung với Ito, Tentamen Florœ Lutchuensis (1899)
- Viết chung với Ito, Rivisio Alni Specierum Japonicarum (1902)
- Viết chung với Hayata, Enumeratio Plantarum in Insula Formosa Sponte Crescentium (1906)